# Skimmelost
- Blåskimmelost
- Hvidskimmelost
- Rødskimmelost (rødkit)

Skimmelost er ost, der er blevet podet med skimmel. Den brugte skimmel er helt uskadelig for mennesker. Nogle meget brugte skimmelsorter er Penicillium roqueforti og Penicillium candidum. Skimmelen fremmer modningen af osten, og derfor kan en skimmelost blive temmelig stærk.

## Typer
- Blåskimmeloste
  - Danablu
  - Gorgonzola
  - Roquefort
  - Blå Stilton
  - Saga
- Hvidskimmeloste
  - Brie
  - Camembert
- Rødskimmeloste (rødkitoste)
  - Limburger
  - Munster
  - Taleggio
  - Esrom
  - Pont l'Évêque[2]